# Soechaja Metsjotka
Soechaja Metsjotka (Russisch: Сухая Мечётка) is een middenpaleolithische site op de rechteroever van het gelijknamge riviertje nabij de monding in  de Wolga, aan de noordelijke rand van Wolgograd. Ze dateert uit het Moustérien (75-100.000 BP).
De archeologische vindplaats werd in 1951 ontdekt door M.N. Grisjtsjenko uit Voronezj en in 1952-1954 bestudeerd door Sergej Zamjatnin uit Leningrad. De geschatte oppervlakte van de nederzetting bedraagt tot een zesde hectare, waarvan 650 m² werd onderzocht. De ongeveer 40 cm dikke cultuurlaag wordt bedekt door een metersdikke laag van mariene sedimenten uit de Kaspische transgressie tijdens het Mologi-Sjeksna-interglaciaal, ongeveer 50.000 jaar geleden.
Onderzoekers hebben botten van dieren uit die periode verzameld (bizons, paarden, saigas, mammoeten), en ongeveer 8.000 stenen artefacten. Onder hen bevinden zich 365 stenen werktuigen van vuursteen, kwartsiet en zandsteen. Dit zijn vuistbijlen, klingachtige afslagen en punten. Daarnaast zijn op de site vijf grote en enkele kleinere asplekken en sporen van vuur aangetroffen. Opeenhopingen van dierlijke botten en stenen werktuigen centreren zich rond deze haardplekken. Dit suggereert de aanwezigheid van woningen nabij de haarden, hoogstwaarschijnlijk in de vorm van kegelvormige hutten (zoals tsjoemen).
Paleobotanische gegevens wezen op een koud klimaat en steppevegetatie. De monsters werden echter niet genomen uit de cultuurlaag, maar uit de bovenliggende laag. N.D. Praslov nam nieuwe monsters uit de cultuurlaag. E.S. Maljasova analyseerde 60 monsters uit de aardlagen, die zowel de laag zelf als de sedimenten eronder en erboven bedekten.
Volgens gegevens nam het aandeel stuifmeel van boomsoorten van onder naar boven geleidelijk toe tot 75%, en nam het aantal sporen af tot 5-10%. Het stuifmeelgehalte van grassen en struiken blijft vrijwel onveranderd op 25-30 %. Onder het stuifmeel van boomsoorten domineert grove den en neemt het stuifmeel van sparren toe tot 15-20%, de hoeveelheid berkenpollen neemt toe tot 10%, els, iep en linde zijn zeldzaam, en haagbeuk wordt in de diepere grond met de cultuurlaag aangetroffen. Het stuifmeel van kruidachtige planten werd eerst gedomineerd door alsempollen, en vervolgens door het stuifmeel van kruidachtigen en grassen. Er werde stuifmeel van Ericales en sporen van Osmunda gevonden, die vochtige omstandigheden vereisen.
Volgens de momenteel beschikbare gegevens heeft de accumulatie van de bodem plaatsgevonden tegen de achtergrond van de bosvorming in het gebied, onder omstandigheden van enige afkoeling van het klimaat en een verhoogde luchtvochtigheid. Later veranderde het beeld in de richting van een afname van de bosbedekking en de vochtigheid, terwijl het klimaat bleef afkoelen. Rekening houdend met de dynamiek van het geleidelijke klimaatoptimum van het Mikulino-interglaciaal, vergezeld van de initiële en laatste gematigde stadia met zones van dennen- en sparrenbomen, kan worden aangenomen dat de bodemlaag met vondsten uit het Moustérien tot het thermohygrotische klimaatstadium van het Mikulino-interglaciaal behoort, dat wil zeggen tot het laatste stadium ongeveer 75.000 jaar geleden.
Bij besluit van de ministerraad van de Russische Socialistische Federatieve Sovjetrepubliek van 4 december 1974 nr. 624 werd de site onder staatsbescherming geplaatst.
De vindplaats bevindt zich momenteel deels onder een garagecoöperatie die er direct boven werd gebouwd, ondanks het feit dat het een door de staat beschermd monument was.
Het opgravingsmateriaal wordt gepresenteerd in het Streekmuseum van Wolgograd.